# Falköping Bestorpskärret
Falköping Bestorpskärret este o arie protejată (arie specială de conservare — SAC, sit de importanță comunitară — SCI) din Suedia întinsă pe o suprafață de 0,73 ha, integral pe uscat.

## Localizare
Centrul sitului Falköping Bestorpskärret este situat la coordonatele 58°10′13″N 13°31′26″E / 58.1704°N 13.5239°E.

## Înființare
Situl Falköping Bestorpskärret a fost declarat sit de importanță comunitară în decembrie 1998 pentru a proteja un număr necunoscut de specii din flora spontană și fauna sălbatică aflate în arealul zonei. Situl a fost protejat și ca arie specială de conservare în martie 2011.

## Biodiversitate
Situată în ecoregiunea boreală, aria protejată conține 1 habitat natural: Mlaștini alcaline.
La baza desemnării sitului se află un număr nedeclarat de specii protejate.